# Uraka López de Haro
Uraka López de Haro (o. 1160. — o. 1230.) bila je leonska kraljica kao treća supruga kralja Ferdinanda II. Leonskog. Urakini su roditelji bili grof Lope Díaz I. de Haro i njegova supruga Aldonza. Kraljica Uraka osnovala je samostan Santa Maria la Real gdje je pokopana.
Uraka je prvo bila udana za majčina rođaka Nuña Meléndeza. Oko 1182., Uraka je postala konkubina kralja Ferdinanda nakon smrti njegove druge supruge. Ferdinand i Uraka vjenčali su se u svibnju 1187. te joj je kralj darovao nekoliko posjeda.